# The Notwist
The Notwist sono un gruppo musicale tedesco di musica elettronica, electro-pop, post-rock, che canta in lingua inglese. 
Iniziarono la carriera come gruppo post-hardcore.

## Storia
I fratelli Markus e Michael Acher, insieme a Mecki Messerschmidt, formarono il gruppo nel 1989 a Weilheim, vicino a  Monaco.
Nel 1990 registrarono il loro debutto indipendente, intitolato The Notwist. Il disco si caratterizza di un approccio molto forte al metal, con qualche divagazione grunge e indie rock. 
Il 1992 vide la pubblicazione di Nook, che segue la via percorsa dal precedente: a dominare il disco sono ritmi punk metal.
Una prima svolta arriva con la pubblicazione di 12, avvenuta nel 1995. Questo disco segna il passaggio al post-rock. Si possono infatti percepire qui le  prime sperimentazioni del gruppo nel campo dell'elettronica. Tuttavia sono presenti ancora reminiscenze metal (My Phrasebook) e grunge (M).
Martin Gretschmann si unì al gruppo nel 1997. 
La svolta incisiva vera e propria si ha con il successivo Shrink, pubblicato nel 1998. Si tratta di un album di rock sperimentale, che fonde jazz ed elettronica, e che per certi versi anticipa Amnesiac dei Radiohead. Brani come Day 7 o Chemicals sono l'archetipo dell'indietronica.
L'album Neon Golden, che ha visto la luce nel 2002, ha aperto loro la strada degli ascoltatori americani, con le sue sensazioni profonde e le sue melodie accattivanti.
Nel 2007 Messerschmidt ha lasciato il gruppo ed è stato sostituito nei live da Andi Haberl.
Il 5 marzo 2008, dopo sei anni di silenzio, viene annunciata la pubblicazione del successivo album. Il disco s'intitola The Devil You + Me e vede un cambio di genere, preferendo le sonorità orchestrali e cupe al pop del precedente lavoro, grazie anche alla collaborazione con la Andromeda Mega Express Orchestra. Inoltre la line-up si è ristretta a 3 elementi dopo la dipartita di Messerschmidt. È possibile ascoltare gratuitamente un mp3 scaricandolo dal sito City Slang. Il disco è uscito il 3 maggio 2008 in Europa ed il mese successivo negli Stati Uniti. Sono stati estratti dall'album i singoli Where in this World e Boneless, seguiti da un lungo tour in Europa che ha toccato anche l'Italia verso la fine dell'estate 2008.
Nel 2009 il gruppo ha registrato Storm, colonna sonora del film omonimo diretto da Hans-Christian Schmid.
Interrompono un altro lungo silenzio nel 2012 con un tour.
Nel novembre 2013 il gruppo sottoscrive un contratto con la Sub Pop Records, che nel febbraio 2014 pubblicherà l'album Close to the Glass.

## Progetti paralleli e collaborazioni
Il gruppo è stato remixato da Four Tet, Caribou, Console, Loopspool, Panda Bear e altri.
Il cantante del gruppo, Markus Acher, ha collaborato con il produttore e rapper Alias nella canzone Unseen Sights; un lavoro che, seppure non considerato tra i migliori dei due artisti, mostra una sorprendente versatilità e ampiezza musicale in entrambi gli artisti.
Ha inoltre contribuito vocalmente nella canzone Sombre City con il duo rap Zucchini Drive.
I Notwist hanno formato nel 2004 un supergruppo con i Themselves, chiamato 13 & God, il cui omonimo debutto fu pubblicato nel 2005.
Markus Acher, oltre al suo lavoro con i Notwist e i 13 & God, è impegnato anche con il gruppo Lali Puna ed il progetto personale Rayon.
Mecki Messerschmidt attualmente suona la batteria nel "risorto" Schweisser. Il bassista Michael Acher ha inoltre fondato i Ms. John Soda con Stefanie Bohm.
Entrambi i fratelli Acher sono inoltre membri del gruppo dub-jazz Tied & Tickled Trio.

## Notwist in altri media
Nel 2004 Consequence, dall'album Neon Golden, viene inserita nella colonna sonora del film di Aldo, Giovanni e Giacomo Tu la conosci Claudia?.
Nel 2006 la canzone One with the freaks chiude il film di Paolo Sorrentino L'amico di famiglia.
Nel 2009 Consequence viene inserita in una breve ma significativa sequenza del film Push di Paul McGuigan, con Chris Evans e Dakota Fanning.
Nel 2019 viene utilizzato il brano Consequence in una piccola sequenza nella seconda stagione della serie Netflix Baby.

## Formazione

### Formazione attuale
- Markus Acher - chitarra, voce (1989-presente)
- Michael Acher - basso (1989-presente)
- Cico Beck - programmazione (2013-presente)
- Andi Haberl  - batteria (2007-presente)
- Karl Ivar Refseth - vibrafono (2010-presente)

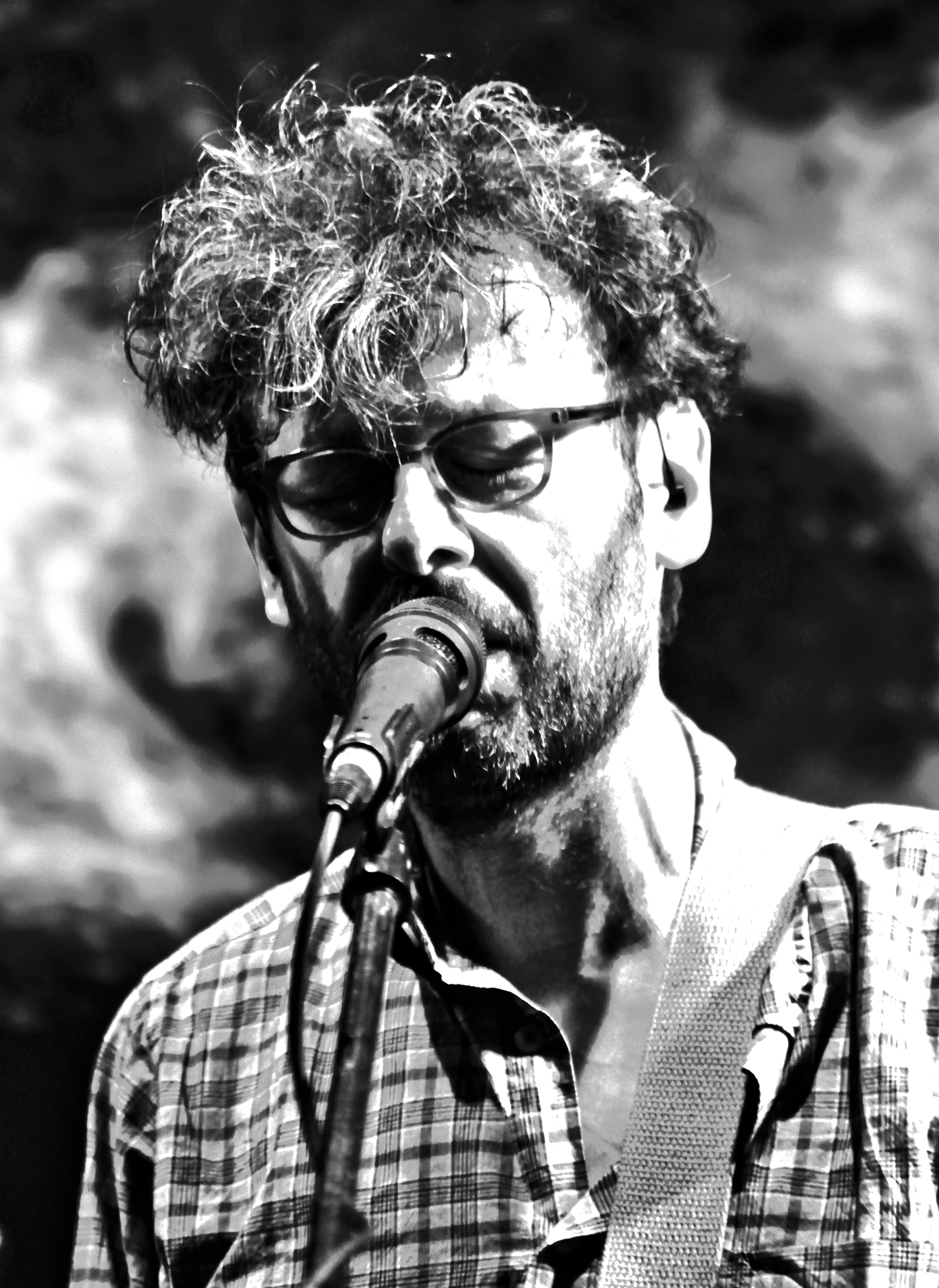
Markus Acher

- Markus AcherMax Punktezahl

### Ex componenti
- Mecki Messerschmidt - batteria (1989-2007)
- Martin Gretschmann (aka Console) - programmazione (1997-2013)

## Discografia

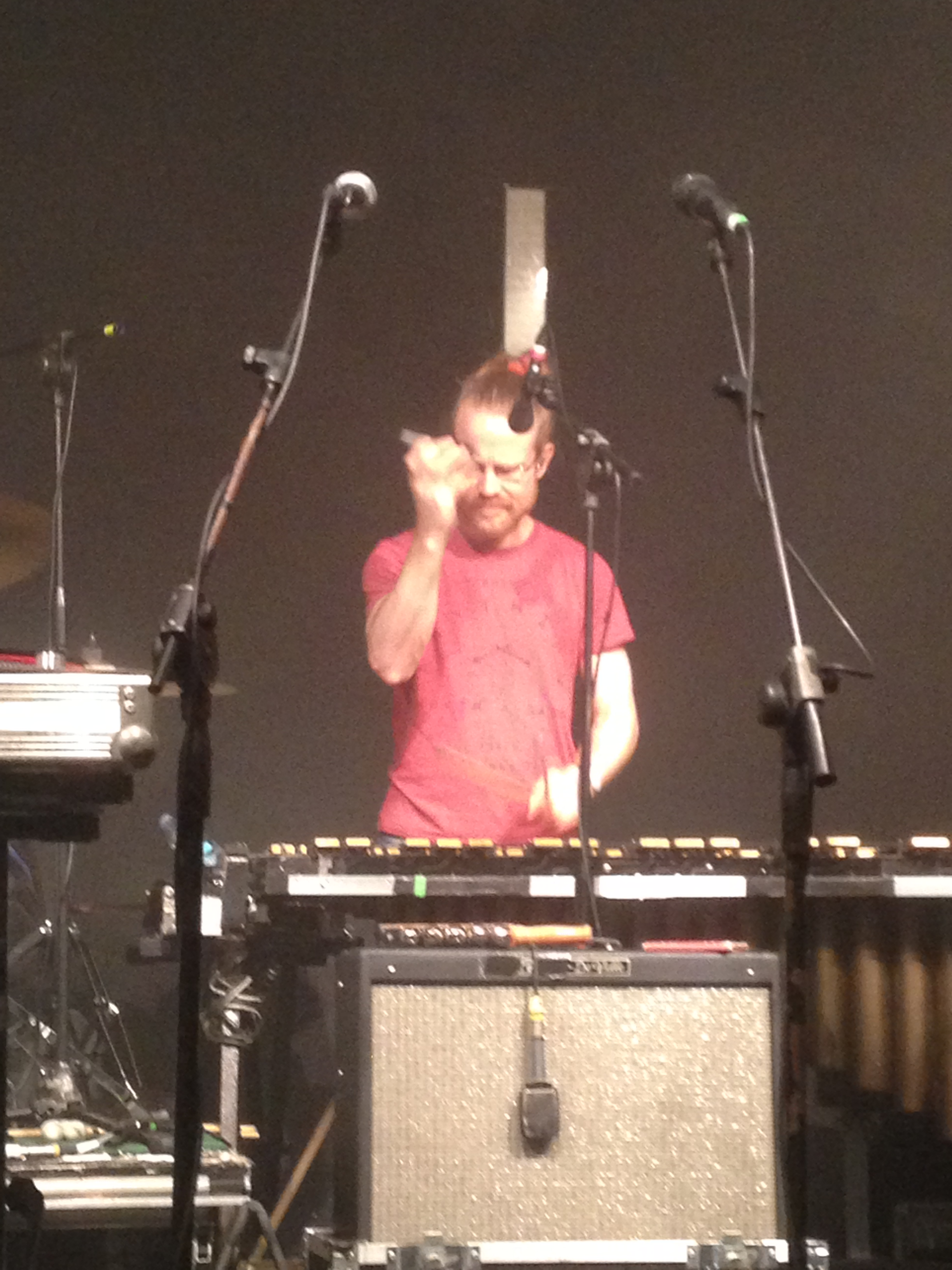
Karl Ivar Refseth

Album in studio
- 1991 - The Notwist
- 1992 - Nook
- 1995 - 12
- 1998 - Shrink
- Andi Haberl2002 - Neon Golden
- 2008 - The Devil, You + Me

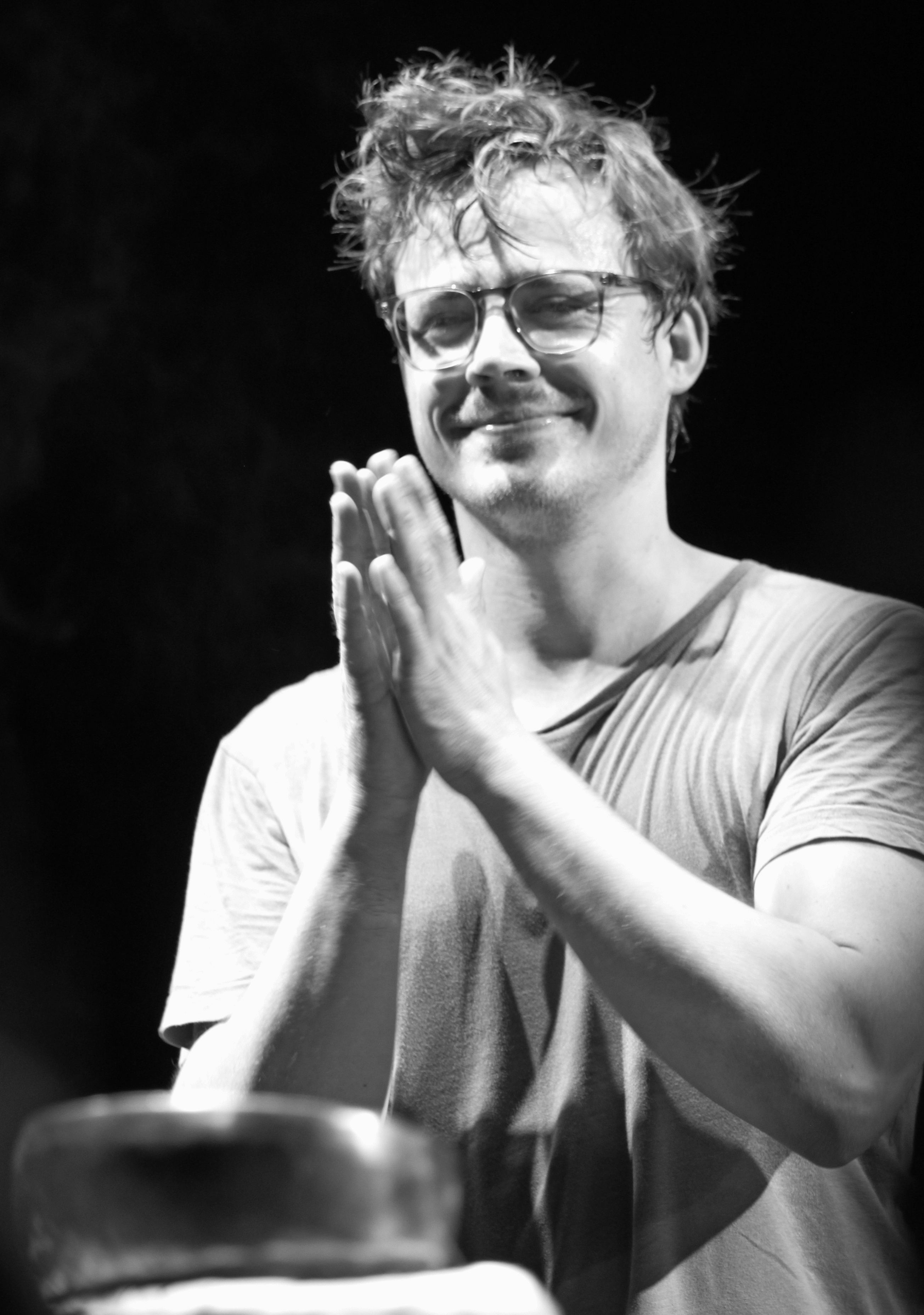
Andi Haberl

- 2009 - Storm - colonna sonora per il film Storm
- 2014 - Close to the Glass
- 2015 - Messier Objects
- 2021 - Vertigo Days

Live
- Cico BeckMax Punktezahl1994 - Your Choice Live Serie 020

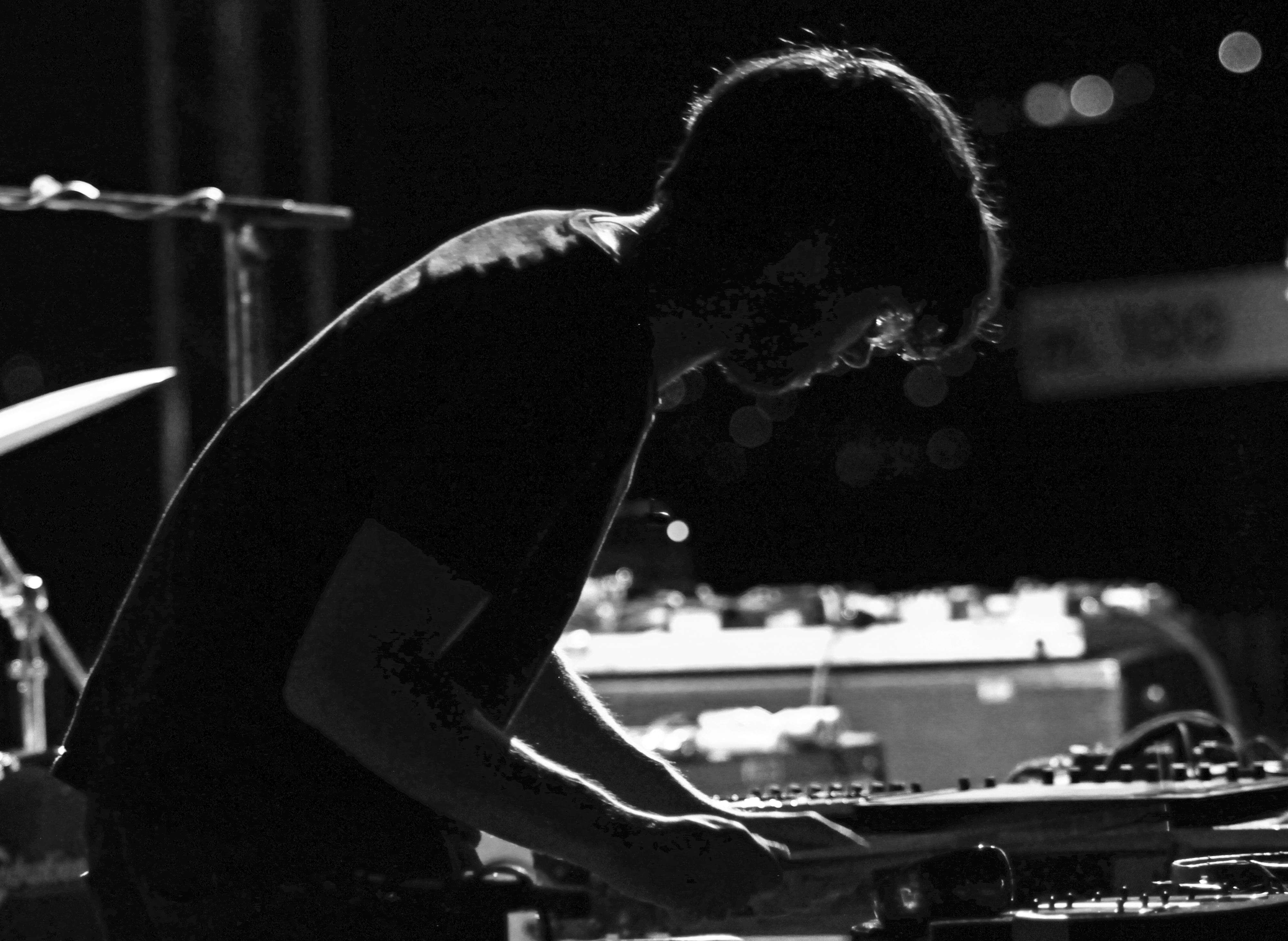
Cico Beck

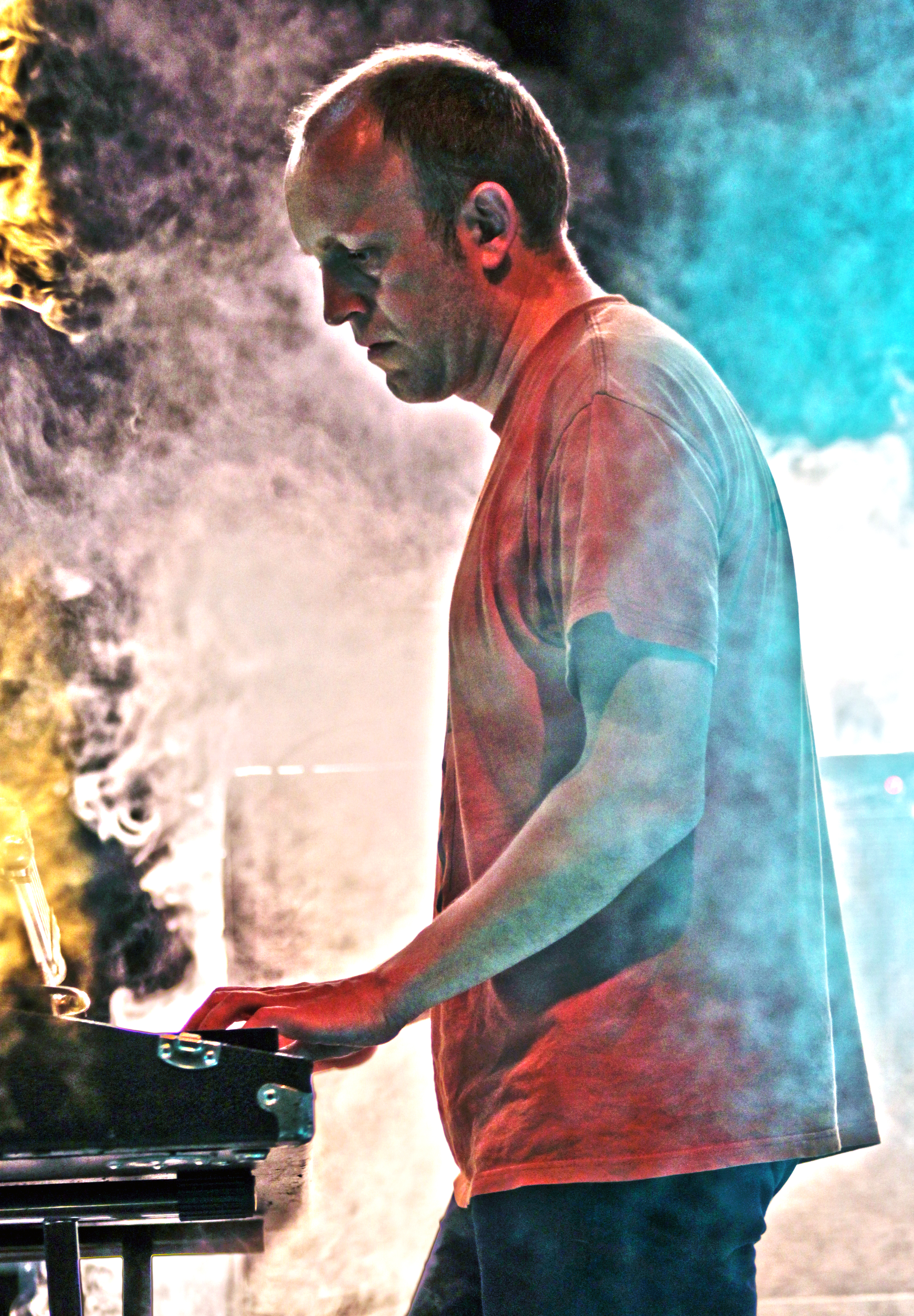
Max Punktezahl

- 2016 - Superheroes, Ghost-Villains & Stuff

EP
- 1994 - Johnny and Mary
- 1996 - Only in America
- 1997 - Untitled (Selections From 12)
- 2002 - Untitled (Scoop)
- 2003 - Lichter - colonna sonora per il film Luci lontane

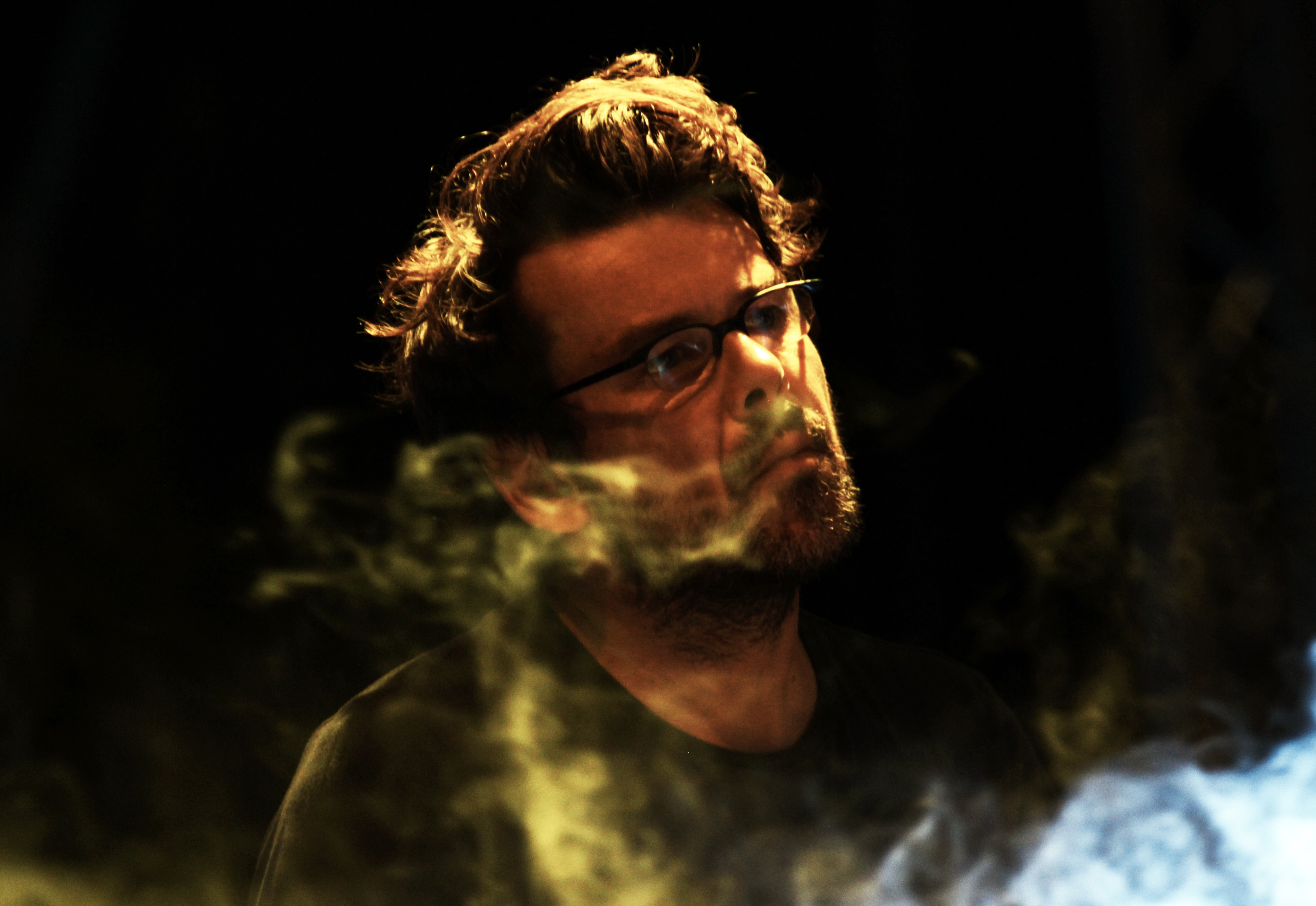
Michael "Micha" Acher

- 2003 - Different Cars and Trains
- 2004 - Solo Swim

Singoli
- 1997 - Day 7
- 1998 - Chemicals
- Michael "Micha" Acher2001 - Trashing Days
- 2002 - Pilot
- 2002 - Pick Up the Phone
- 2002 - One With the Freaks
- 2008 - Where in This World
- 2008 - Boneless
- 2009 - Come In
- 2010 - Blank Air
- 2014 - Kong